# Alexander Rivera Vielma
Alexander Rivera Vielma (Mérida, 6 de marzo de 1974) es un eclesiástico, canonista y profesor católico venezolano, obispo electo de San Carlos de Venezuela.

## Biografía

### Primeros años
Nació el 6 de marzo de 1974, en la ciudad venezolana de Mérida. Hijo de Fausto Rivera y Oliva Vielma, creció en una familia originaria de La Azulita.
Fue bautizado el 21 de julio de 1974 y recibió la confirmación en 1982, en la parroquia Inmaculada Concepción de La Azulita.

### Formación
Realizó su formación primaria en la «Escuela Estadal Luisa Cáceres de Arismendi», y la secundaria en la «Escuela Técnica Agropecuaria Simón Bolívar».
En 1991 ingresó al Seminario Arquidiocesano de Mérida, donde cursó sus estudios eclesiásticos hasta 1998.
Tras realizar estudios en la Pontificia Universidad Lateranense (2002-2004), obtuvo la licenciatura en Derecho canónico, con mención summa cum laude.
En 2010 se graduó en Ciencias Gerenciales en Caribbean International University, en Curazao.
Cursó estudios en práctica administrativa canónica, postulador de las causas de los santos, foro interno en la Penitenciaría apostólica, entre otros.
Además de hablar castellano, domina el  italiano. También posee conocimientos de latín.

### Sacerdocio
Recibió el ministerio del Lectorado el 15 de julio de 1996, y del Acolitado el 17 de julio de 1998, ambos en la Catedral de Mérida.
Su ordenación sacerdotal fue el 19 de septiembre de 1998, incardinándose en la arquidiócesis de Mérida.
Como sacerdote desempeñó los siguientes ministerios:
- Párroco de Santa Lucía de Mucuchíes, y administrador parroquial de San Rafael de Mucuchíes, Santa Lucía de Piñango e Inmaculada Concepción de Mucurubá (1999-2000).
- Párroco de Santa Bárbara, en Guaraque (2000-2002).

- Asesor de la Pastoral Vocacional Arquidiocesana.[2]
- Juez del Tribunal Eclesiástico de Mérida (2004-2007; 2010).
- Párroco de Nuestra Señora del Carmen, en Santa Cruz de Mora (2011-2013).
- Párroco de Santa Lucía, en Timotes (2013).
- Formador, rector (2005-2011; 2015-2018) y profesor del Seminario Arquidiocesano de Mérida.
- Párroco de Jesús Maestro, parroquia universitaria de la Universidad de Los Andes, en La Hechicera (2018-2024).
- Vicario general (2022-2025).
- Miembro del Consejo Presbiteral (2023-2025), Consejo de Órdenes, Consejo para los Asuntos Económicos, Colegio de Consultores (2023-2025), y del Capítulo Metropolitano.[3]

- Delegado de la Comisión Arquidiocesana para la beatificación de José Gregorio Hernández (2020).
- Juez delegado en la causa de beatificación de Georgina Febres-Cordero (2022).
- Vocal de la Fundación Archivo Arquidiocesano (2023-2025).[2]
- Párroco de San Miguel Arcángel, en El Llano (2024-2025).

### Episcopado
El 25 de mayo de 2025, el papa León XIV lo nombró obispo de San Carlos de Venezuela.